# Lochrin
Lochrin war eine Whiskybrennerei in Edinburgh in Schottland.
Die Brennerei wurde 1780 von John Haig in Edinburgh gegründet und zählte seinerzeit zu den größten Whiskydestillerien. Die Gründung geschah zu einer Zeit, in der die ersten großen, lizenzierten und kommerziellen Whiskybrennereien ihren Betrieb aufnahmen und die Whiskyproduktion einen bedeutenden Industriezweig des Landes darstellte. Die Brennerei diente der großvolumigen Herstellung billigen Grain Whiskys und war während ihrer Bestehenszeit mehrmals zeitweise stillgelegt. 
Vor der Neubebauung des Brennereigeländes wurde es einer eingehenden archäologischen Untersuchung unterzogen, von der man sich wichtige Erkenntnisse zur Frühzeit der Whiskyproduktion in Schottland versprach. Im Rahmen der Untersuchung konnten verschiedene Bauabschnitte nachgewiesen werden, in denen die Brennerei umgestaltet und erweitert wurde. Das Brenngebäude wurde mehrfach angepasst, wahrscheinlich, um Brennapparate verschiedener Größe aufzunehmen. Obwohl Haig in anderen Brennereien wie Bonnington in den 1840er Jahren bereits Coffey Stills einsetzte, gibt es keinen Hinweis, dass dies bei Lochrin ebenfalls geschah. Mitte des 19. Jahrhunderts kam es zu einer landesweiten Überproduktion von Whisky, was viele Destillerien zur Aufgabe zwang. Hierzu gehörte auch Lochrin.